# Mateus Santolouco
Mateus Santolouco (Rio Grande do Sul, 1979) é um desenhista e roteirista brasileiro conhecido por ser um dos criadores da série Mondo Urbano, publicada entre 2008 e 2009. Em 2010, Santolouco foi o responsável pela arte da minissérie Dark Reign: Lethal Legion, parte do arco de história Reinado Sombrio, publicado então pela Marvel Comics em todas as suas histórias pertencentes ao universo ficcional da editora. No mesmo ano, colaborou em duas edições da série Vampiro Americano, co-criada por Rafael Albuquerque - brasileiro também responsável por Mondo Urbano - e Scott Snyder

Nascido em 1979, Mateus Santolouco é um artista e criador de histórias em quadrinhos que vive em sua cidade natal, Porto Alegre, no sul do Brasil. Formado em publicidade e Propaganda, trabalhou durante 9 anos para o mercado publicitário local fornecendo ilustrações, criação de personagens e animações. Em 2006, Mateus voltou seus esforços exclusivamente para a indústria dos quadrinhos e, desde então, publicou em editoras como Image Comics, Marvel Comics e DC Comics, incluindo a primeira temporada de Dial H (dos Novos 52 da DC), escrito pelo premiado romancista China Miéville. Sua minissérie de estréia no mercado norte-americano de HQs, 2Guns, escrito por Steven Grant e publicado pela Boom! Studios, foi recentemente adaptada por Hollywood no filme que leva o mesmo título, estrelado por Denzel Washington e Mark Wahlberg. Como escritor/artista Mateus co-criou, co-escreveu e co-ilustrou, juntamente com Eduardo Medeiros (Strange Tales II da Marvel) e Rafael Albuquerque (American Vampire da Vertigo), a Graphic Novel Mondo Urbano publicada nos EUA pela Oni Press e no Brasil pela editora Devir. Atualmente, ele é um dos principais artistas da série em quadrinhos Teenage Mutant Ninja Turtles (Tartarugas Ninja), da editora IDW Publishing, onde ele também escreveu, com co-roteiro de Erik Burnhan (Os Caça-Fantasmas, IDW), a minissérie The Secret History of the Foot Clan, e criou as origens do arqui-inimigo das Tartarugas Ninja, o Shredder (Destruidor), para a continuidade da IDW. Atualmente, Mateus está escrevendo e desenhando a minissérie Shredder in Hell, ligada à série regular em quadrinhos Teenage Mutant Ninja Turtles (Tartarugas Ninja), que será publica da pela IDW em 2019.